# Marita Golden
Marita Golden née le 28 avril 1950 est une romancière américaine, auteure de non fiction, professeure  et cofondatrice de la Fondation Hurston-Wright, une organisation nationale qui sert de centre de ressources pour les écrivains afro-américains.

## Biographie

### Enfance et éducation
Marita Golden est née à Washington, DC, le 28 avril 1950 et a fréquenté les écoles publiques de la ville. Elle a obtenu un baccalauréat en études américaines et en anglais de l'American University et un M.SC. en journalisme de l'Université de Columbia. Après avoir obtenu son diplôme de Columbia, elle a travaillé dans l'édition et a commencé une carrière d'écrivaine indépendante, écrivant des articles de fond pour de nombreux magazines et journaux, dont Essence Magazine, The New York Times et The Washington Post.

### Carrière
Le premier livre de Golden, Migrations of the Heart (1983), est un mémoire basé sur son passage à l'âge adulte dans les années 1960 et sur son activisme politique, ainsi que sur son mariage avec un Nigérian et sa vie au Nigéria, où elle a vécu pendant quatre ans,.
Elle a enseigné dans de nombreux collèges et universités, dont l'Université de Lagos à Lagos, au Nigeria, le Roxbury Community College, l'Emerson College, l'American University, la George Mason University et la Virginia Commonwealth University. Elle occupe le poste d'écrivain en résidence à l'Université du district de Columbia, à Washington, DC. Elle a occupé des postes d'écrivain en résidence à l'Université Brandeis, à l'Université du district de Columbia, à l'Université Hampton, au Simmons College, au Columbia College., William et Mary, Université Old Dominion et Université Howard.
Writers Guild, basée à Washington, ainsi que de la Hurston/Wright Foundation, nommée en l'honneur de Zora Neale Hurston et Richard Wright, qui sert la communauté nationale et internationale des écrivains noirs et administre le Hurston-Wright Legacy Award.

## Œuvres

### Romans
- A Woman's Place (1986)
- Long Distance Life (1989)
- And Do Remember Me (1992)
- The Edge of Heaven (1999)
- After (2006)
- The Wide Circumference of Love (2017)

### Non-fiction
- Daughters of Africa: An International Anthology of Words and Writings by Women of African Descent (1992, ed. Margaret Busby)
- Wild Women Don't Wear No Blues: Black Women Writers on Love, Men and Sex (1993)
- Gumbo: A Celebration of African American Writing (2002)
- It's All Love: Black Writers on Soul Mates Family and Friends (2009)

### Anthologies
- Daughters of Africa: An International Anthology of Words and Writings by Women of African Descent (1992, ed. Margaret Busby)
- Wild Women Don't Wear No Blues: Black Women Writers on Love, Men and Sex (1993)
- Gumbo: A Celebration of African American Writing (2002)
- It's All Love: Black Writers on Soul Mates Family and Friends (2009)

## Prix
- 2018 : NAACP Image Award nominee for Outstanding Literary Work – Fiction (her second nomination)
- 2008 : Maryland Author Award from the Association of Maryland Librarians
- 2007 : Award for Fiction from the Black Caucus of the American Library Association (for her novel After)
- 2002 : Distinguished Service Award from the Authors Guild
- 2001 : Barnes & Noble Writers for Writers Award presented by Poets & Writers
- Inducted into the International Literary Hall of Fame of Writers of African Descent at the Gwendolyn Brooks Center at Chicago State University
- Honorary Doctorate from the University of Richmond
- Woman of the Year Award from Zeta Phi Beta
- Distinguished Alumni Award from American University[7]